# Split
Split (wł. Spalato) – miasto w południowo-zachodniej części Chorwacji, stolica żupanii splicko-dalmatyńskiej, siedziba miasta Split. Jest położony w Dalmacji, nad Morzem Adriatyckim, na niewielkim półwyspie. W 2011 roku liczyło 167 121 mieszkańców.
Jest drugim co do wielkości miastem kraju pod względem liczby mieszkańców.

## Gospodarka
Split jest ważnym miastem przemysłowym Dalmacji oraz ośrodkiem komunikacyjnym. W mieście działają: port lotniczy, dworzec kolejowy (linia z Zagrzebia przez Oštarije, Knin i Perković o dużych walorach widokowych) i terminal promowy obsługujący rejsy między innymi do Rijeki, Dubrownika, na pobliskie wyspy (Brač, Hvar, Vis, Čiovo, Korčula, Lastovo), do Ankony, Pescary, Wenecji we Włoszech. Znajduje się tam też węzeł komunikacji drogowej – Autostrada A1 Zagrzeb – Split, trasa europejska E65 w ciągu Magistrali Adriatyckiej. W mieście rozwinął się przemysł stoczniowy, chemiczny, cementowy, drzewny, rybny oraz piwowarski.

## Historia
Pierwotnie na terenie Splitu (koło Salony, obecnie Solin) znajdowała się Aspalathos, osada starożytnych Greków. Rzymianie zmienili nazwę miejscowości na Spalatum (od łac. palatium). W latach 295–305 cesarz Dioklecjan zbudował tam swoją rezydencję. W 395 Spalatum znalazła się na terenie Bizancjum.
Od VI wieku Salona była siedzibą arcybiskupstwa. W 1. połowie VII wieku została zburzona przez Słowian i Awarów, a nowe miasto powstało wokół pałacu. W VIII wieku nastąpił wzrost znaczenia portu handlowego.
W 1069 Split włączono do Chorwacji, a w 1105 został przejęty przez Węgry. W latach 1420–1797 należał do Wenecji, następnie, do 1918, do Austro-Węgier, z przerwą w czasie wojen napoleońskich (1806–1813). Od 1918 należał do Królestwa Serbów, Chorwatów i Słoweńców, w 1929 znalazł się w Jugosławii. W latach 1941–1943 był pod okupacją włoską, a od 1991 należy do  Chorwacji.

## Klimat
| Miesiąc                          | Sty  | Lut  | Mar  | Kwi  | Maj  | Cze  | Lip  | Sie  | Wrz  | Paź  | Lis  | Gru  | Roczna |
| -------------------------------- | ---- | ---- | ---- | ---- | ---- | ---- | ---- | ---- | ---- | ---- | ---- | ---- | ------ |
| Średnie temperatury w dzień [°C] | 10.4 | 11.2 | 13.8 | 17.2 | 22.7 | 26.8 | 30.0 | 29.7 | 24.9 | 19.9 | 14.7 | 11.4 | 19,4   |
| Średnie dobowe temperatury [°C]  | 8.0  | 8.4  | 10.6 | 13.7 | 18.9 | 22.8 | 25.7 | 25.4 | 21.2 | 16.8 | 12.0 | 9.1  | 16,1   |
| Średnie temperatury w nocy [°C]  | 5.6  | 5.7  | 7.8  | 10.6 | 15.4 | 18.9 | 21.7 | 21.7 | 18.0 | 14.1 | 9.6  | 6.7  | 13,0   |
| Opady [mm]                       | 73.7 | 61.2 | 63.4 | 61.9 | 61.6 | 47.3 | 25.5 | 44.8 | 68.9 | 82.1 | 102  | 90.8 | 783    |
| Średnia liczba dni z opadami     | 10.6 | 9.5  | 9.6  | 10.9 | 9.4  | 8.7  | 5.3  | 5.4  | 7.9  | 9.6  | 11.5 | 11.5 | 109,8  |
| Średnie usłonecznienie [h]       | 133  | 154  | 186  | 210  | 273  | 306  | 347  | 319  | 246  | 192  | 135  | 130  | 2629   |
| Źródło: DHMZ                     |      |      |      |      |      |      |      |      |      |      |      |      |        |

| Sty  | Lut  | Mar  | Kwi  | Maj  | Cze  | Lip  | Sie  | Wrz  | Paź  | Lis  | Gru  | Rok  |
| ---- | ---- | ---- | ---- | ---- | ---- | ---- | ---- | ---- | ---- | ---- | ---- | ---- |
| 13,7 | 13,5 | 13,9 | 15,1 | 18,2 | 22,3 | 24,4 | 24,8 | 23,8 | 20,3 | 18,2 | 16,0 | 18,7 |

## Zabytki

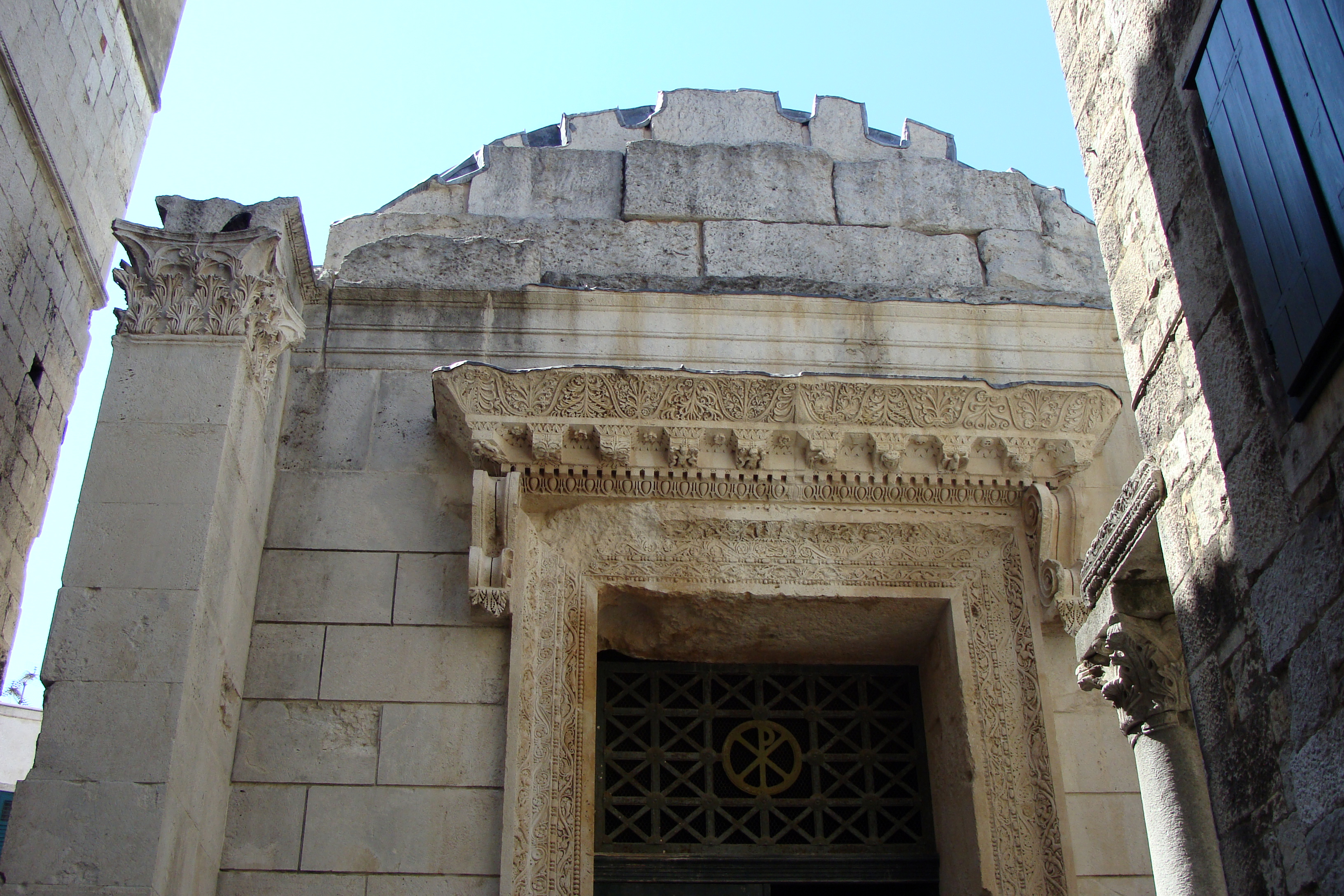
Świątynia Jowisza w Splicie

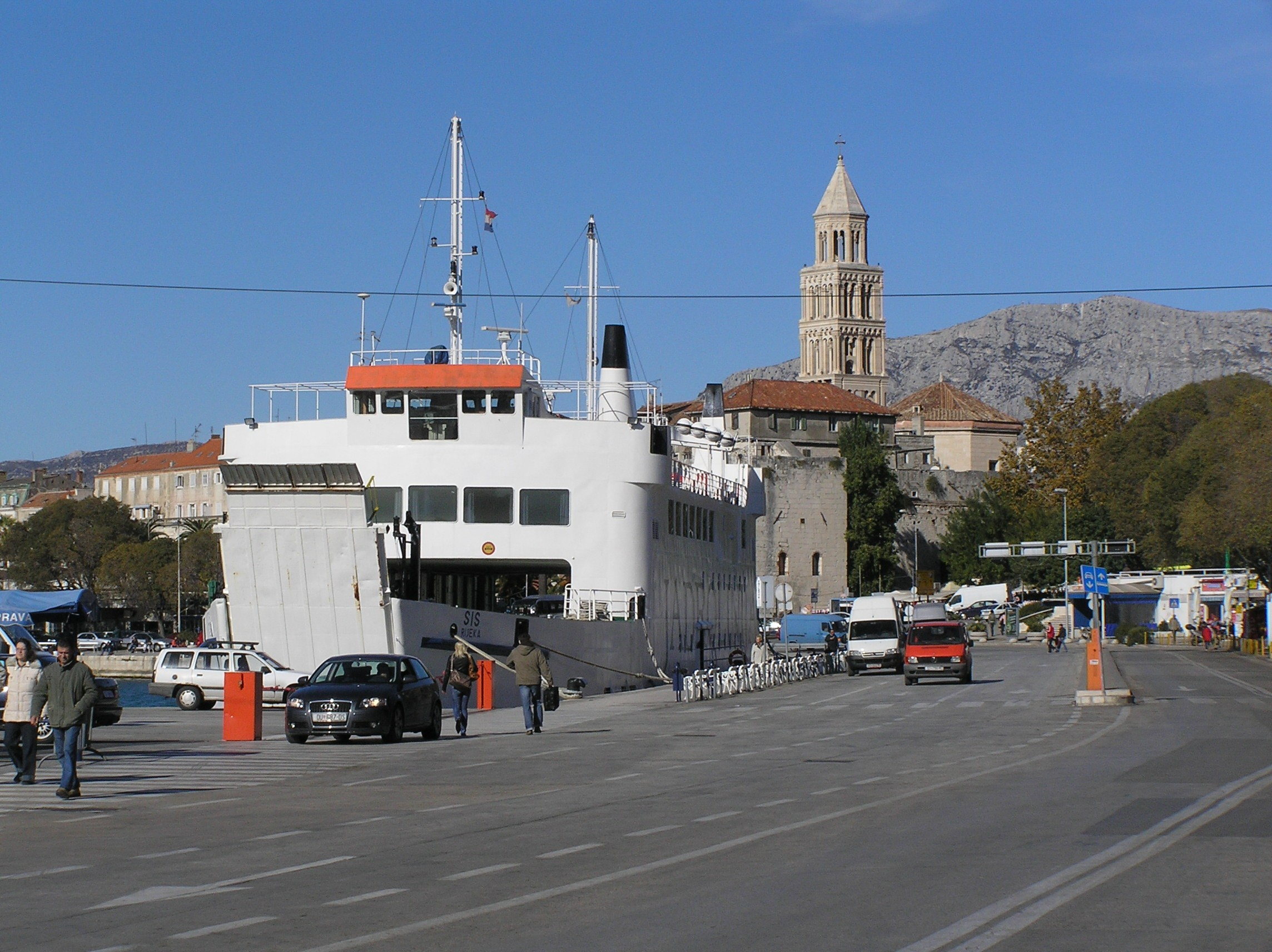
Widok na terminal promowy w Splicie

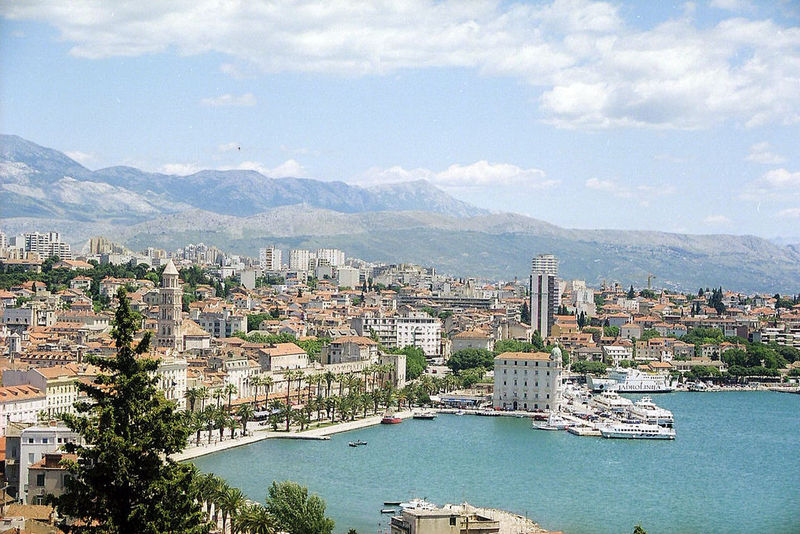
Split, panorama miasta

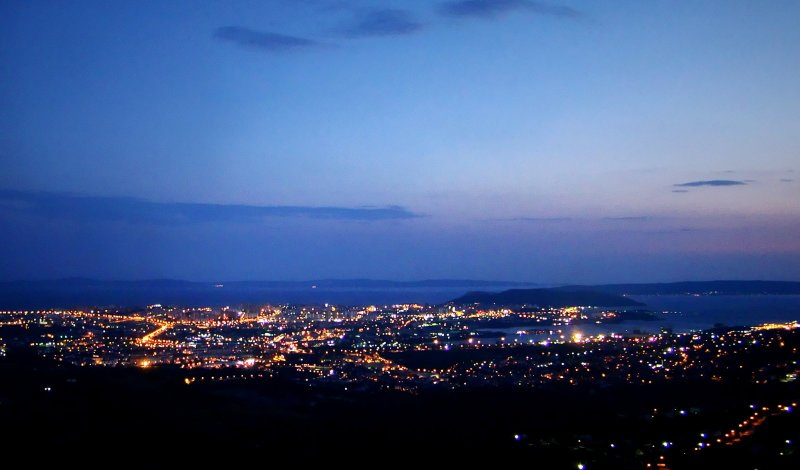
Split nocą

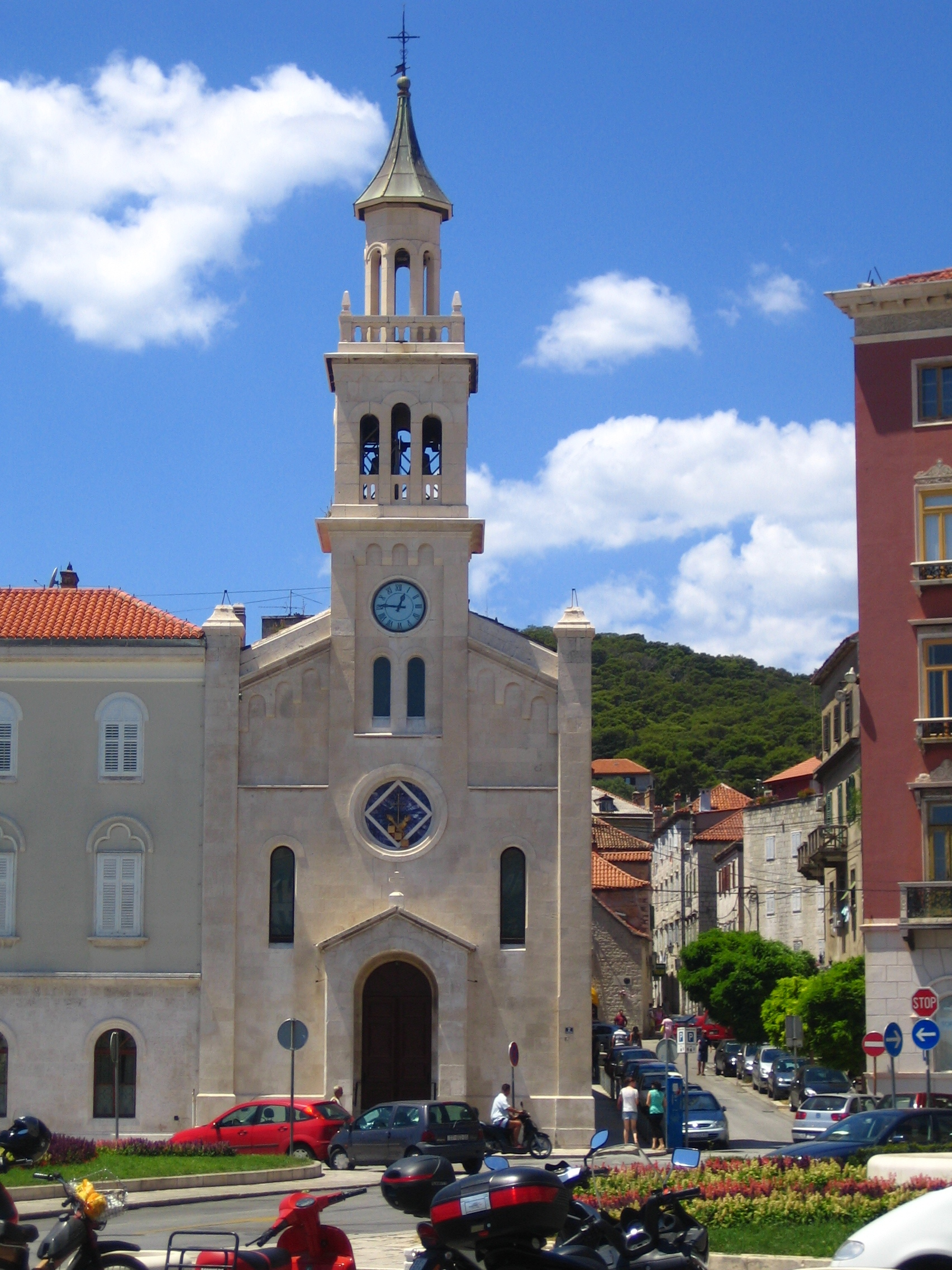
Kościół św. Franciszka

- pałac cesarza Dioklecjana (III–IV wiek) założony na planie rzymskiego obozu wojskowego (ok. 150 na 190 m) z murami i wieżami. Pałac został wpisany na listę dziedzictwa kulturowego UNESCO
- podziemna część pałacu cesarza Dioklecjana[6]
- brama pałacowa Porta Aurea
- oktagonalne mauzoleum Dioklecjana, przebudowane w VIII wieku na splicką katedrę pod wezwaniem Wniebowzięcia Najświętszej Maryi Panny (chor. Uznesenju Blažene Djevice Marije), znana także jako katedra Świętego Domniona (chor.: katedrala sv. Duje lub katedrala sv. Dujma); przy katedrze dzwonnica z XIII – XVII wieku
- świątynia Jowisza – od VIII wieku baptysterium
- perystyl – obecnie teatr
- westybul
- kościół św. Franciszka – przebudowany kościół gotycki z XV wieku. Wewnątrz znajdują się nagrobki mieszkańców miasta, m.in. archidiakona Tomasza (pierwszego dalmatyńskiego historyka), pisarza Marka Marulicia i kompozytora Ivana Lukačica.
- pozostałości akweduktu
- zabytkowe kościoły poza murami z IX–XV wieku

## Sport
W mieście znajdują się hale sportowe Spaladium Arena i Arena Gripe oraz stadion sportowy Poljud, który w 1990 roku był areną lekkoatletycznych mistrzostw Europy.
Swoją siedzibę ma tutaj klub piłki nożnej, Hajduk Split, założony w 1911 roku, grający obecnie chorwackiej lidze Prva HNL.

## Miasta partnerskie
- Ankona, Włochy
- Antofagasta, Chile
- Bet Szemesz, Izrael
- Cockburn, Australia
- Dover, Wielka Brytania
- Gladsaxe, Dania
- Los Angeles, USA
- Mostar, Bośnia i Hercegowina
- Odessa, Ukraina
- Ostrawa, Czechy
- Pescara, Włochy
- Sztip, Macedonia Północna
- Trondheim, Norwegia
- Velenje, Słowenia
- Charlottenburg-Wilmersdorf, Niemcy
- Rzeszów, Polska